# Копанки (Борівська селищна громада)
Копа́нки —  село в Україні, у Борівській селищній громаді Ізюмського району Харківської області. Населення становить близько 100 осіб. До 2020 орган місцевого самоврядування — Першотравнева сільська рада.

## Географія
Село Копанки знаходиться за 1 км від селища Степи.

## Історія
- 1775 - дата заснування.
- 12 червня 2020 року, відповідно до Розпорядження Кабінету Міністрів України № 725-р «Про визначення адміністративних центрів та затвердження територій територіальних громад Харківської області», увійшло до складу Борівської селищної громади.[1]
- 19 липня 2020 року, в результаті адміністративно-територіальної реформи та ліквідації Борівського району, увійшло до складу Ізюмського району Харківської області[2].

## Населення

### Мова
Розподіл населення за рідною мовою за даними перепису 2001 року:
| Мова       | Кількість | Відсоток |
| ---------- | --------- | -------- |
| українська | 207       | 94.52%   |
| російська  | 11        | 5.02%    |
| вірменська | 1         | 0.46%    |
| Усього     | 219       | 100%     |

## Економіка
- В селищі є молочно-товарна ферма.